# Wasilij Chomienko
Wasilij Afanasjewicz Chomienko (ros. Василий Афанасьевич Хоменко, ur. 6 marca?/18 marca 1899 we wsi Pietrowskoje w guberni tambowskiej, zm. 9 listopada 1943 k. wsi Wełyka Łepetycha w obwodzie chersońskim) – radziecki dowódca wojskowy, generał porucznik Armii Czerwonej.

## Życiorys
Od 1918 żołnierz Armii Czerwonej, od 1919 członek RKP(b), 1920 skończył kursy komisarzy wojskowych, uczestnik wojny domowej w Rosji. Brał udział w karnych ekspedycjach w Turkiestanie, kolejno dowódca plutonu, wojskowy komisarz i dowódca pułku, komisarz wojskowy dywizji, w 1927 dowódca i komisarz brygady wojsk konwojowych, w 1928 skończył kursy doskonalenia wyższej kadry dowódczej przy Akademii Wojskowej im. Michaiła Frunzego w Moskwie. W 1935 szef wydziału sztabu, później szef wojsk pogranicznych i wewnętrznych wojsk NKWD Leningradzkiego Okręgu Wojskowego, od listopada 1940 szef Wojsk Pogranicznych NKWD Mołdawskiej SRR i Ukraińskiej SRR, od 12 czerwca 1941 zastępca dowódcy wojsk Kijowskiego Specjalnego Okręgu Wojskowego Ochrony Tyłów.
Po ataku Niemiec na ZSRR zastępca dowódcy Frontu Południowo-Zachodniego Ochrony Tyłów, od lipca 1941 dowódca 30 Armii, uczestnik bitwy pod Smoleńskiem i operacji kalinińskiej. Od grudnia 1941 zastępca dowódcy Moskiewskiej Strefy Obrony, w sierpniu 1942 dowódca 24 Armii, od sierpnia 1942 dowódca 58 Armii, od listopada 1942 dowódca 44 Armii, uczestnik bitwy pod Rostowem, bitwy o Kaukaz i operacji donbaskiej i melitopolskiej, 18 maja 1943 awansowany na generała porucznika. Zginął w walce 9 listopada 1943 roku.